# Balaski ołtarzowe

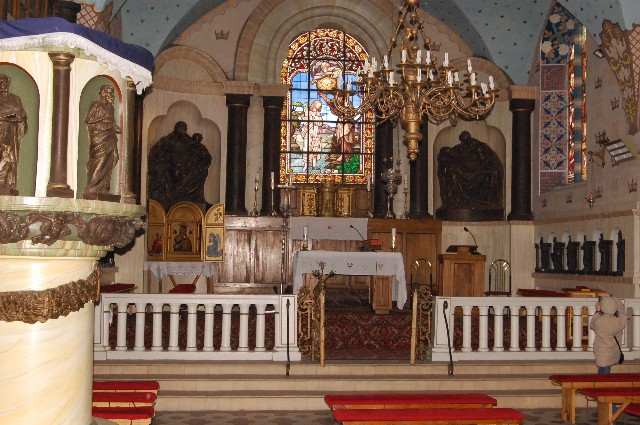
Balaski w kościele w Służewie.

Balaski ołtarzowe (balaski komunijne) – niewysoka ażurowa przegroda odgradzająca prezbiterium od nawy głównej w formie balustrady, wykonana ze szlachetnego materiału, marmuru, kamienia, drewna lub metalu służąca jako klęcznik dla wiernych w czasie przyjmowania Najświętszego Sakramentu. Rozciągająca się od lewej i prawej strony, i mająca pośrodku wolną przestrzeń lub furtkę (otwieraną część jedno- lub dwuskrzydłową) dla umożliwienia swobodnego przejścia. Wysokość przegrody wynosi około 80 cm, a od góry ma ona przymocowaną półkę o szerokości około 20 cm służącą jako podparcie dla rąk osób przyjmujących Komunię świętą. Posadowiona jest na szerszym stopniu zwykle wyściełanym miękkim materiałem, pluszem lub aksamitem, służącym wiernym jako klęcznik. Wyznaczają one granicę pomiędzy strefą świętą zarezerwowaną dla kapłana i koncelebrantów oraz osób pomagających (np. ministranci) w odprawianiu mszy świętej a wiernymi. Od strony wiernych, uczestniczących we mszy świętej, za balaskami jest posadowiony ołtarz i tabernakulum wraz z Eucharystią.

## Historia
Balaski ołtarzowe są symboliczną pozostałością po historycznych barierach odgradzających miejsce święte w świątyni a wiernymi. Początkowo był to templon w kościołach bizantyjskich i wczesnych kościołach zachodnich, który później przyjmował różne formy aż do współczesnych balasek. Zgodnie z doktryną przeistoczenia, po Soborze Laterańskim IV z 1215 roku, miejsce przechowywania najświętszej eucharystii musiało być chronione, a przegrody były po to, aby dostęp do tego miejsca mieli tylko wyświęceni duchowni. W czasach reformacji świątynie katolickie przebudowywano i przystosowywano do wymogów liturgii protestanckiej, usuwano rzeźby i obrazy a także usuwano balaski. Natomiast do dzisiaj w cerkwiach i soborach prawosławnych tę przegrodę stanowi ściana pokryta ikonami mająca trzy wejścia (wrota) zamykane i otwierane w czasie liturgii – ikonostas.

## Kościół rzymskokatolicki
W kościołach katolickich, przed II Soborem Watykańskim z 1962 roku, balaski stanowiły integralny element architektury kościelnej i stanowiły bardzo ważny element przeżycia duchowego liturgii mszy świętej i przyjmowania najświętszego sakramentu. Półka balasek musiała być przykryta białym obrusem w czasie komunikowania, a wierni musieli podejść do balasek, uklęknąć i w tej pozycji przyjąć eucharystię. Od strony ołtarza podchodził do balasek kapłan i udzielał komunii świętej. Po soborze, w nowo budowanych kościołach zrezygnowano z balasek, również w starych, nawet zabytkowych kościołach dokonuje się przebudowy likwidując balaski. Przestrzeń wewnątrz kościoła stała się otwartą i nie ma wyraźnej granicy między prezbiterium a nawą. Ołtarz został przeniesiony do środka, a tabernakulum może znajdować się w bocznej części kościoła. Wierni mogą przyjmować Najświętszy Sakrament na stojąco, a czasami kapłan przechodzi między ławkami i komunikuje. Zmiany te, chociaż są już dzisiaj powszechną praktyką, wciąż spotykają się z krytyką.